# Dennis Isberg
Dennis Isberg (1999) è un giocatore di football americano svedese che gioca nel ruolo di quarterback per i Kristiansand Gladiators.
In precedenza ha militato nei Tyresö Royal Crowns.